# Jack Guy Lafontant
Jack Guy Lafontant (Port-au-Prince, 4 aprile 1961) è un politico e medico haitiano, che fu primo ministro di Haiti dal 21 marzo 2017 al 16 settembre 2018.

## Primi anni di vita e istruzione
Jack Guy Lafontant è nato il 4 aprile 1961 ed è originario di Port-au-Prince. Lafontant studiò medicina, specializzandosi in gastroenterologia e medicina interna e divenne un istruttore universitario. Divenne membro dell'Associazione medica haitiana e dell'American College of Gastroenterology.

## Carriera
Nel 1995, Jack Guy Lafontant viene nominato direttore dell'ospedale Sainte Croix a Léogâne. Lafontant è membro del Rotary Club di Pétion-Ville, nei pressi di Port-au-Prince, e ha ricoperto la carica di presidente del gruppo nel 2016.
Il 22 febbraio 2017, nonostante non avesse alcuna esperienza politica se non quella di dirigere un piccolo partito (Movimento Democratico di Haiti), Jack Guy Lafontant fu nominato Primo Ministro e presentò il suo governo il 13 marzo. Il suo governo ha ottenuto il voto di fiducia dal Senato, la cui riunione era stata precedentemente rinviata per mancanza del quorum, il 16 marzo e dalla Camera dei deputati il 21 marzo, con 95 voti a favore e 6 contrari con 2 astensioni.  Ha assunto le sue responsabilità lo stesso giorno in cui il suo governo ha ottenuto il voto di fiducia. La sua carica di primo ministro è stata il suo debutto in politica.
In seguito alle proteste di massa contro un piano governativo di aumentare i prezzi del carburante, Lafontant ha annunciato il 14 luglio 2018 di aver presentato le sue dimissioni al presidente Moïse, che le ha accettate. Moïse ha confermato di aver accettato le dimissioni di Lafontant e ha dichiarato che avrebbe lavorato per trovare un nuovo primo ministro e Lafontant si occupò poi degli affari correnti. Gli successe Jean-Henry Céant. Attualmente svolge il ruolo di custode.